# Keegan-Michael Key
Keegan-Michael Key (Southfield, Michigan, 1971. március 22. –) Primetime Emmy-díjas amerikai színész, humorista, forgatókönyvíró és producer.

## Fiatalkora és tanulmányai
Key a michigani Southfieldben született 1971. március 22-én, Leroy McDuffie fekete apa és Carrie Herr fehér anya fiaként. Fiatal korában örökbe fogadta egy pár Detroitban, Michael Key és Patricia Walsh, akik mindketten szociális munkások voltak. Key biológiai szüleihez hasonlóan örökbefogadó szülei is fekete férfi és fehér nő voltak. Biológiai apja révén Keynek két féltestvére volt, egyikük Dwayne McDuffie (1962–2011) képregényíró volt. Key csak azután fedezte fel féltestvérei létét, hogy mindketten meghaltak.
Key egyetemre a Detroiti Mercy Egyetemre járt, 1993-ban pedig művészeti diplomát szerzett színészetből, majd 1996-ban a Pennsylvania Állami Egyetem művészeti karára járt. A Detroiti Mercy Egyetemen a Phi Kappa Theta hallgatószervezet tagja volt.

## Magánélete
Key 1998-tól 2017-ig házasságban állt Cynthia Blaise színésznővel és dialektus-trénerrel. 2015 novemberében jogilag különváltak, Key a következő hónapban benyújtotta a válópert. 2018. június 8-án feleségül vette Elisa Pugliese producert és rendezőt New Yorkban.
Key keresztény, a múltban elkezdte gyakorolni a buddhizmust, a katolicizmust és az evangelikalizmust. A biraciális lét komikus anyagok forrása volt Key számára, aki Terry Grossnak nyilatkozott az NPR-nek adott interjúban; "Úgy gondolom, hogy Jordan Peele és én azért lettünk jó színészek, mert szép mennyiségű kódváltást nyújtottunk, amit még a mai napig is csináljuk". Key nagy futballrajongó és a Liverpool FC lelkes támogatója.

## Filantrópia
Key a Young Storytellers Alapítvánnyal működött együtt az éves adománygyűjtésben Max Greenfield, Jack Black és Judy Greer színészek mellett.

## Filmográfia

### Film
| Év   | Magyar cím                                          | Eredeti cím                           | Szerep                           | Magyar hang            | Rendező                         |
| ---- | --------------------------------------------------- | ------------------------------------- | -------------------------------- | ---------------------- | ------------------------------- |
| 2004 | Mr. 3000                                            | Mr 3000                               | riporter                         |                        | Charles Stone III               |
| 2008 | Példátlan példaképek                                | Role Models                           | Duane                            |                        | David Wain (1.)                 |
| 2010 | Terhes társaság                                     | Due Date                              | Új apa                           |                        | Todd Phillips                   |
| 2011 | Bucky Larson: Született filmcsillag                 | Bucky Larson: Born to Be a Star       | Guinness Man                     |                        | Tom Brady                       |
| 2011 | Kellékfeleség                                       | Just Go with It                       | Ernesto                          | Maday Gábor            | Dennis Dugan                    |
| 2012 | Hippi-túra                                          | Wanderlust                            | Marcys Flunkie                   |                        | David Wain (2.)                 |
| 2013 | Délután is jó!                                      | Afternoon Delight                     | Bo                               |                        | Jill Soloway                    |
| 2013 | Ördögfattya                                         | Hell Baby                             | F'Resnel                         |                        | Robert Ben Garant               |
| 2013 | Ördögfattya                                         | Hell Baby                             | F'Resnel                         | Thomas Lennon          |                                 |
| 2014 | Förtelmes főnökök 2.                                | Horrible Bosses 2                     | Mike                             | Zöld Csaba             | Sean Anders                     |
| 2014 | Kamuzsaruk                                          | Let's Be Cops                         | Pupa                             | Kálid Artúr            | Luke Greenfield                 |
| 2014 | A Lego-kaland                                       | The Lego Movie                        | Frank, a műszakvezető (hangja)   | Törköly Levente        | Phil Lord és Christopher Miller |
| 2014 |                                                     | Teacher of the Year                   | Ronald Douche                    |                        | Jason Strouse                   |
| 2015 | Vakáció                                             | Vacation                              | Jack Peterson                    | Kálid Artúr            | Jonathan Goldstein              |
| 2015 | Vakáció                                             | Vacation                              | Jack Peterson                    | Kálid Artúr            | John Francis Daley              |
| 2015 | Tökéletes hang 2.                                   | Pitch Perfect 2                       | Sammy, Becca főnöke              | Zöld Csaba             | Elizabeth Banks                 |
| 2015 | Hotel Transylvania 2. – Ahol még mindig szörnyen jó | Hotel Transylvania 2                  | Murray, a múmia (hangja)         | Takátsy Péter          | Genndy Tartakovsky (1.)         |
| 2015 | Holnapolisz                                         | Tomorrowland                          | Hugo Gernsback                   | Miller Zoltán          | Brad Bird                       |
| 2015 |                                                     | Welcome to Happiness                  | megbízott                        |                        | Oliver Thompson                 |
| 2015 |                                                     | Freaks of Nature                      | Mr. Keller                       |                        | Robbie Pickering                |
| 2016 |                                                     | Don't Think Twice                     | Jack                             |                        | Mike Birbiglia                  |
| 2016 | Miért pont Ő?                                       | Why Him?                              | Gustav                           | Zöld Csaba             | John Hamburg                    |
| 2016 | Angry Birds – A film                                | The Angry Birds Movie                 | Csőrbíró (hangja)                | Háda János             | Clay Kaytis                     |
| 2016 | Angry Birds – A film                                | The Angry Birds Movie                 | Csőrbíró (hangja)                | Háda János             | Fergal Reilly                   |
| 2016 | Gólyák                                              | Storks                                | Alfa farkas (hangja)             | Schnell Ádám           | Nicholas Stoller                |
| 2016 | Gólyák                                              | Storks                                | Alfa farkas (hangja)             | Schnell Ádám           | Doug Sweetland                  |
| 2016 | Keanu: Macskaland                                   | Keanu                                 | Clarence Goobril / Smoke Dresden | Kálid Artúr            | Peter Atencio                   |
| 2017 | A csillag                                           | The Star                              | Dave (hangja)                    | Előd Álmos             | Timothy Reckart                 |
| 2017 | Tűnj el!                                            | Get Out                               | NCAA jelölt                      | Zöld Csaba             | Jordan Peele                    |
| 2017 | A katasztrófaművész                                 | The Disaster Artist                   | önmaga (cameo)                   | Zöld Csaba             | James Franco                    |
| 2017 | A katasztrófaművész                                 | The Disaster Artist                   | önmaga (cameo)                   | Pásztor Tibor          | James Franco                    |
| 2017 |                                                     | Win It All                            | Gene                             |                        | Joe Swanberg                    |
| 2018 | Predator – A ragadozó                               | The Predator                          | Coyle                            | Zöld Csaba             | Shane Black                     |
| 2018 | Hotel Transylvania 3. – Szörnyen rémes vakáció      | Hotel Transylvania 3: Summer Vacation | Murray, a múmia (hangja)         | Takátsy Péter          | Genndy Tartakovsky (2.)         |
| 2019 | Ne játssz a tűzzel                                  | Playing with Fire                     | Mark                             | Zámbori Soma           | Andy Fickman                    |
| 2019 | A nevem Dolemite                                    | Dolemite Is My Name                   | Jerry Jones                      | Zöld Csaba             | Craig Brewer                    |
| 2019 | Az oroszlánkirály                                   | The Lion King                         | Kamari (hangja)                  | Seszták Szabolcs       | Jon Favreau                     |
| 2019 | Toy Story 4.                                        | Toy Story 4                           | Kacsa (hangja)                   | Minárovits Péter       | Josh Cooley (1.)                |
| 2020 | A Jangle család karácsonya                          | Jingle Jangle: A Christmas Journey    | Gustafson                        | Zöld Csaba             | David E. Talbert                |
| 2020 | A Jangle család karácsonya                          | Jingle Jangle: A Christmas Journey    | Gustafson                        | Borbély Richárd (ének) | David E. Talbert                |
| 2020 | Veled minden hely ragyogó                           | All the Bright Places                 | Embry                            |                        | Brett Haley                     |
| 2020 | The Prom – A végzős bál                             | The Prom                              | Tom Hawkins                      | Nagy Ervin             | Ryan Murphy                     |
| 2022 | Hotel Transylvania – Transzformánia                 | Hotel Transylvania: Transformania     | Murray (hangja)                  | Takátsy Péter          | Derek Drymon                    |
| 2022 | Hotel Transylvania – Transzformánia                 | Hotel Transylvania: Transformania     | Murray (hangja)                  | Takátsy Péter          | Jennifer Kluska                 |
| 2022 | A buborék                                           | The Bubble                            | Sean Knox / Colt Rockwell        | Zöld Csaba             | Judd Apatow                     |
| 2022 | Chip és Dale: A Csipet Csapat                       | Chip 'n Dale: Rescue Rangers          | Bjornson (hangja)                | Bardóczy Attila        | Akiva Schaffer                  |
| 2022 | Chip és Dale: A Csipet Csapat                       | Chip 'n Dale: Rescue Rangers          | béka (hangja)                    | Szabó Andor            | Akiva Schaffer                  |
| 2022 | Pinokkió                                            | Pinocchio                             | Derék Rókus (hangja)             | Barát Attila           | Robert Zemeckis                 |
| 2022 | Wendell és Wild                                     | Wendell & Wild                        | Wendell (hangja)                 | Kálid Artúr            | Henry Selick                    |
| 2023 | Super Mario Bros.: A film                           | The Super Mario Bros. Movie           | Toad (hangja)                    | Szabó Máté             | Aaron Horvath                   |
| 2023 | Super Mario Bros.: A film                           | The Super Mario Bros. Movie           | Toad (hangja)                    | Szabó Máté             | Michael Jelenic                 |
| 2023 | Kacsalábon                                          | Migration                             | Delroy (hangja)                  | Széles Tamás           | Benjamin Renner                 |
| 2023 | Wonka                                               | Wonka                                 | rendőrfőnök                      | Pál András             | Paul King                       |
| 2024 | Képzeletbeli barátok                                | IF                                    | Nyálcsimbók (hangja)             | Zöld Csaba             | John Krasinski                  |
| 2024 | Transformers Egy                                    | Transformers One                      | Űrdongó (hangja)                 | Pál András             | Josh Cooley (2.)                |
| 2024 |                                                     | Dear Santa                            | Dr. Finkleman                    |                        | Bobby Farrelly                  |

### Televízió

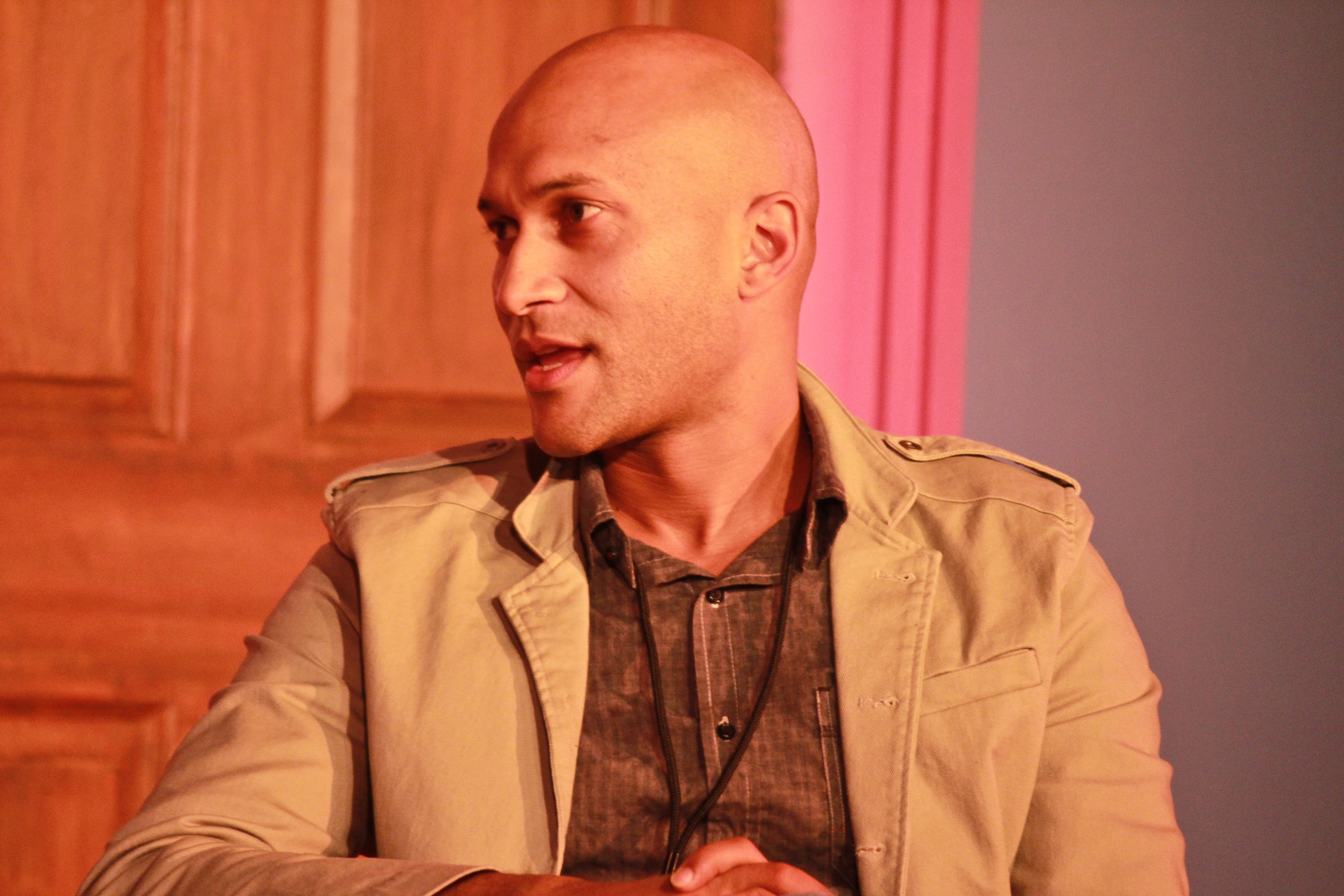
Key 2012-ben

| Év        | Magyar cím                  | Eredeti cím                   | Szerep      | Megjegyzés |
| --------- | --------------------------- | ----------------------------- | ----------- | ---------- |
| 2005-2008 | A Föld legviccesebb állatai | The Planet's Funniest Animals | műsorvezető | 30 epizód  |

### Videójátékok
| Év   | Cím                                      | Szerep          |
| ---- | ---------------------------------------- | --------------- |
| 2018 | Hotel Transylvania 3: Monsters Overboard | Murray, a múmia |

### Videóklipek
| Év   | Cím                 | Szerep        | Előadó           |
| ---- | ------------------- | ------------- | ---------------- |
| 2006 | “Weird Al” Yankovic | White & Nerdy | fekete gengszter |